# Bim-Bom
Bim-Bom (teatrzyk Bim-Bom) – gdański teatr studencki, działający w latach 1954-1960. Od 1957 r. rezydował w historycznym budynku przy ul. Wały Jagiellońskie 1, będącym w l. 1957-1995 siedzibą Klubu Studentów Wybrzeża „Żak” (od listopada 2000 r. mieści się w nim Nowy Ratusz - siedziba Rady Miasta Gdańska).

## Historia
Bim-Bom powstał jesienią 1954, kiedy młody aktor Teatru Wybrzeże Zbigniew Cybulski objął opiekę artystyczną nad grupą studentów Politechniki Gdańskiej. Ich pierwszy spektakl, określany później jako „zerowy program Bim-Bomu”, był wystawiony jesienią 1954 w stołówce Politechniki Gdańskiej przy ul. Siedlickiej 4 (obecnie klub „Kwadratowa”). Pod koniec tego roku do grupy dołączyli studenci Wyższej Szkoły Sztuk Plastycznych z Wowo Bielickim i Jackiem Fedorowiczem oraz grupa z Wyższej Szkoły Ekonomicznej w Sopocie, której przewodził Bogumił Kobiela.
Już jako międzyuczelniany teatr Bim-Bom wystawił swój pierwszy program „Ahaa”, którego premiera na scenie Teatru Lalek „Miniatura” we Wrzeszczu odbyła się 2 maja 1955. Na tej samej scenie miała miejsce premiera drugiego, uchodzącego za najlepszy w dorobku Bim-Bomu, programu „Radość poważna” (w reżyserii Z. Cybulskiego i B. Kobieli) 16 marca 1956 (w dniu pogrzebu Bolesława Bieruta).
Twórczość Bim-Bomu idealnie pasowała do atmosfery „odwilży” i prędko została uznana za rodzaj artystycznego manifestu pokolenia.
W kolejnych latach powstały spektakle „Toast” (1957) i „Coś by trzeba” (1959). Po raz ostatni Bim-Bom wystąpił w maju 1960 w Brukseli, choć wspominane są również późniejsze, okazjonalne występy na wiedeńskim Światowym Festiwalu Młodzieży (26 lipca-4 sierpnia 1960).
Teatr Bim-Bom dał 370 przedstawień. Zespół liczył 58 osób.

## Inne osoby związane z Bim-Bomem

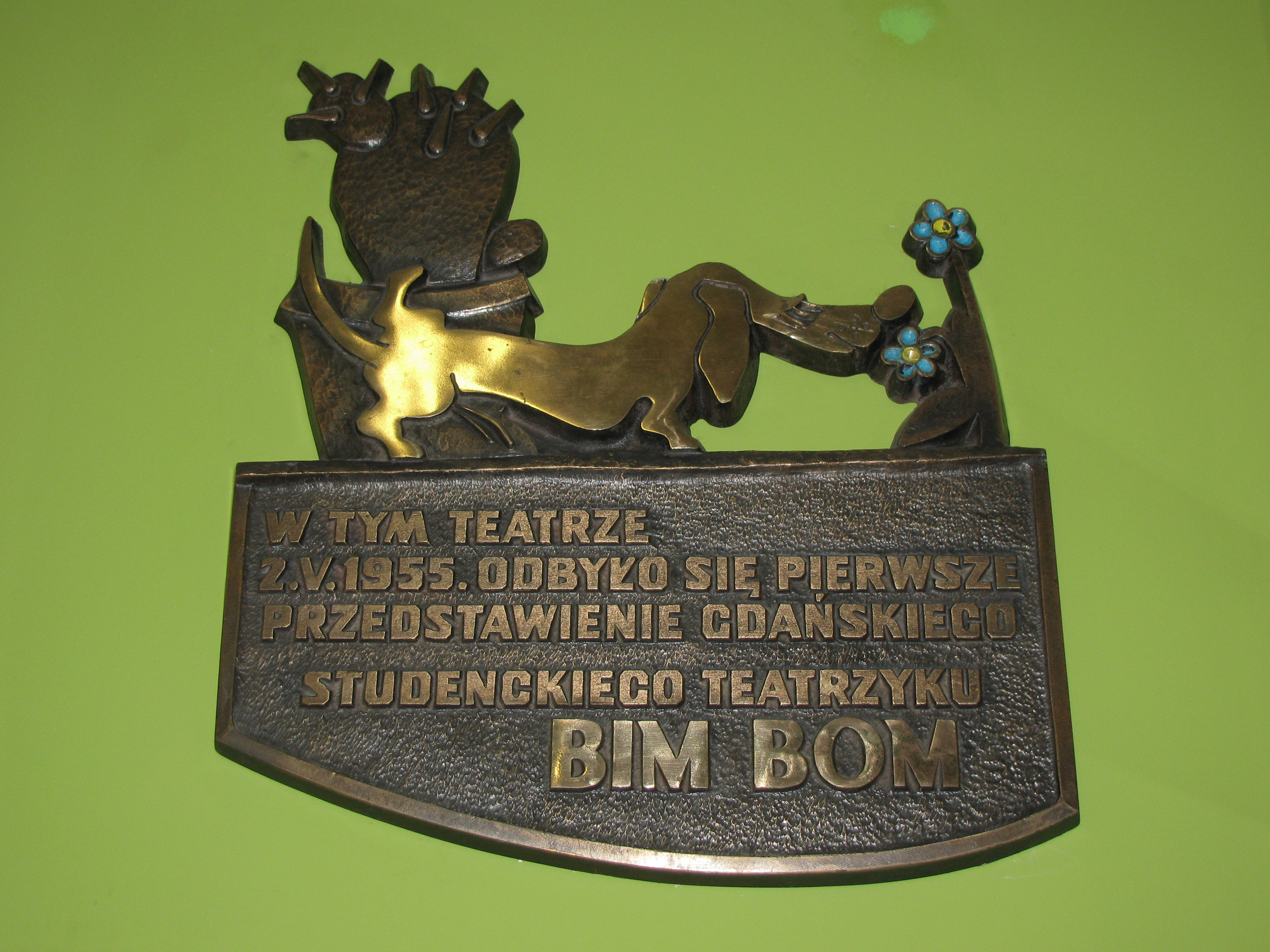
Tablica pamiątkowa w gdańskim Miejskim Teatrze Miniatura

- Tadeusz Chyła
- Jerzy Afanasjew
- Tadeusz Wojtych
- Janusz Hajdun
- Edward Pałłasz
- Jerzy Karwowski
- Tadeusz Chrzanowski